# Сіра акула твердолоба
Сіра акула твердолоба (Carcharhinus macloti) — акула з роду Сіра акула родини сірі акули. Інша назва «індійська нічна акула».

## Опис
Загальна довжина досягає 1,1 м. Середні розміри — 80-90 см. Голова середнього розміру. Морда довга, загострена, вузька, загострена. Очі відносно великі, з мигательною перетинкою. Біля ніздрів присутні носові клапани. На верхній губі слабко помітна борозна. Рот серпоподібний, великий. На верхній щелепі є 29-32 зубів, на нижній — 26-29. Зуби скошені, з пильчастою крайкою. Тулуб стрункий. Осьовий скелет налічує 151–156 хребців. Грудні плавці невеликі, серпоподібної форми, із загостреними або трохи закругленими кінчиками. Має 2 спинних плавця з довгими вільними кінчиками в основі задньої крайки (є характерною особливістю цієї акули). між спинними плавцями немає помітного хребтового узвишшя. Передній спинний плавець дещо серпоподібної форми. Він значно більше за задній. Розташовано трохи позаду кінців грудних плавців. Задній спинний плавець — позаду анального плавця. Хвостовий плавець гетероцеркальний, верхня лопать значно довше за нижню.
Забарвлення спини коливається від сірого до сіро-коричневого кольору. Інколи присутня більш темна облямівка верхньої лопаті хвостового плавця. На грудних плавцях та нижній лопаті хвостового плавця є блідо-світла облямівка.

## Спосіб життя
Тримається глибин до 170 м, біля острівних та континентальних шельфових схилів. Часто утворює зграї разом з іншими видами сірих акул. Живиться дрібною костистою рибою, кальмарами, каракатицями, дрібними восьминогами, інколи ракоподібними.
Статева зрілість настає при розмірах 70-75 см. Це живородна акула. Вагітність триває 11-12 місяців. Самиця народжує 1-2 акуленят завдовжки 45 см. Народжуються 1 раз у 2 роки.
М'ясо їстівне. Сама акула не являє загрози для людини.

## Розповсюдження
Мешкає біля узбережжя Танзанії, Кенії, Ємену, від Пакистану до М'янми, уздовж В'єтнаму, південного Китаю, островів Суматра, Ява, Калімантан, о. Нова Гвінея, західної та північної Австралії.